# The Very Best of the Blues Brothers
The Very Best of the Blues Brothers è una compilation dei The Blues Brothers pubblicata nel 1995.

## Tracce
1. Everybody Needs Somebody to Love
2. Gimme Some Lovin'
3. Think (con Aretha Franklin)
4. Soul Man
5. Soul Finger/Funky Broadway
6. She Caught the Katy
7. Theme From Rawhide
8. Sweet Home Chicago
9. Shake a Tail Feather (con Ray Charles)
10. Hey Bartender
11. Messin' with the Kid
12. Opening: I Can't Turn You Loose
13. (I Got Everything I Need) Almost
14. The Old Landmark (con James Brown)
15. Minnie the Moocher (con Cab Calloway)
16. Green Onions
17. Guilty
18. Riot in Cell Block Number Nine
19. Shot Gun Blues
20. "B" Movie Box Car Blues
21. Peter Gunn Theme
22. Closing: I Can't Turn You Loose

## Formazione
- "Joliet" Jake Blues – voce
- Elwood Blues – voce, armonica a bocca
- Matt "Guitar" Murphy – chitarra
- Steve "The Colonel" Cropper – chitarra
- Donald "Duck" Dunn – basso
- Paul "The Shiv" Shaffer – tastiere, cori
- Willie "Too Big" Hall – batteria
- Steve "Getdwa" Jordan – batteria, cori
- Lou "Blue Lou" Marini – sassofono
- Tom "Triple Scale" Scott – sassofono
- Tom "Bones" Malone – sassofono, trombone, tromba, cori
- Alan "Mr. Fabulous" Rubin – tromba, cori